# Peace Data
Peace Data — российское фейковое интернет-издание, находящееся в ведении Агентства интернет-исследований. Занимается распространением дезинформации на английском и арабском языках.

## Деятельность
По данным сервиса WHOIS домен интернет-издания peacedata.net зарегистрировали в феврале 2020 года на веб-хостинге Namecheap. Вся к контактная информация домена скрыта с использованием сервиса WhoisGuard. По данным международного сервиса статистики Alexa, основная аудитория портала Pece Data (примерно 40%) находится в Иране, при этом у самого портала не имеется версии на языке фарси — имеются версии только на английском арабском.
По данным Alexa, основная аудитория Pece Data (около 39,5%) находится в Иране, хотя у самого портала даже нет версии на персидском — только на английском арабском. 
Некоторые эксперты считают, что новостное агентство занималось продвижением Дональда Трампа на выборах президента в США 2020 года, фактически вмешиваясь в выборы. Было замечено, что в отношении кандидата от демократов Джо Байден издание распространяло слухи и домыслы, пытаясь тем самым убедить либеральных избирателей в непорядочности связки Байден—Харрис. Другие же, например Graphika (занимается аналитикой социальных сетей), указывают на то, что лишь 5 % англоязычного контента касается американских выборов. Тем не менее многие сходятся во мнении, что это была попытка увести левую аудиторию от кампании Демократической партии.
Помимо выборов в США, сайт использовался и для распространения дезинформации на левых избирателей Великобритании, публикую статьи об Алжире, Египте и Турции.
Компания наняла ничего не подозревающих журналистов в Соединённых Штатах. Многие из сотрудников были и вовсе фейковыми. Большинство комментариев в статьях являются фейковыми.

## Блокировка
1 сентября 2020 года Facebook и Twitter объявили, что ФБР оповестило руководство социальных сетей об участившихся случаях дезинформации, и позже заблокировали аккаунты Peace Data.